# Atheris ceratophora
Atheris ceratophora is een slang die behoort tot de familie van de adders (Viperidae) en de onderfamilie echte adders.

## Taxonomie en evolutie
De wetenschappelijke naam van de soort werd voor het eerst voorgesteld door Franz Werner in een publicatie uit 1896. Lange tijd werd de wetenschappelijke naam Atheris ceratophorus gebruikt. De soortaanduiding ceratophora betekent vrij vertaald 'hoorndragend' en slaat op de verlengde en omhoog gerichte supraoculaire schubben boven de ogen.
Het geslacht van de boomadders (Atheris) bestaat naast deze slang uit zeventien andere soorten. De laatste gemeenschappelijke voorouder van deze Oost-Afrikaanse slangen leefde waarschijnlijk 15,1 miljoen jaar geleden. A. ceratophora en zijn meest nauwe verwant A. matildae deelden waarschijnlijk 2,5 miljoen jaar geleden hun laatste voorouder.

## Uiterlijke kenmerken
Tot de ontdekking van de verwante soort Atheris matildae in 2011 werd gedacht dat Atheris ceratophora de enige soort van het geslacht was dat hoornachtige schubben boven de ogen had. Net als (bijna) alle soorten van zijn geslacht heeft A. ceratophora een redelijk slank lichaam, brede kop en een grijpstaart. Het is geen lange slang, het langst gemeten mannelijk specimen had een lichaamslengte van 51 centimeter.

## Verspreiding en habitat
Atheris ceratophora is endemisch in de Usumbara- Uluguru- en Udzungwagebergten in Tanzania. De habitat bestaat uit vochtige tropische en subtropische bossen, zowel in laaglanden als in bergstreken. Deze boombewonende slang leeft tussen de 700 en 2000 meter boven zeeniveau in een gebied dat ongeveer 15.161 km2 groot is.

## Voortplanting
De vrouwtjes zetten geen eieren af maar zijn eierlevendbarend, de jongen komen levend ter wereld.

## Beschermingsstatus
De populaties van deze soort leven gefragmenteerd en komen alleen voor in bergregenwouden die aan ontbossing onderhevig zijn. Door de internationale natuurbeschermingsorganisatie IUCN is de beschermingsstatus 'kwetsbaar' toegewezen (Vulnerable of VU).